# Etatyzm

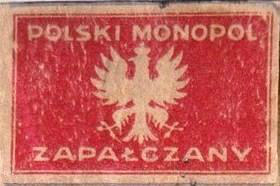
Polski Monopol Zapałczany, etykieta zapałczana sprzed II wojny światowej, jeden z etatystycznych monopoli sanacji

Etatyzm (fr. l’État „państwo”) – koncepcja zakładająca podporządkowanie jednostkowych i grupowych interesów społeczeństwa interesowi państwa.
Etatyzm oznacza ingerencję państwa w różne dziedziny życia gospodarczego, społecznego, kulturalnego, w życie samorządów, stowarzyszeń, małych grup i jednostek i przejęcie odpowiedzialności za wiele sfer aktywności społecznej; w znaczeniu gospodarczym etatyzm jest odmianą interwencjonizmu państwowego i oznacza przejmowanie przez państwo funkcji podmiotu gospodarczego: Państwo jest inwestorem, pracodawcą, producentem, nabywcą i sprzedawcą określonych surowców, półproduktów, wyrobów gotowych, usług i technologii, eksporterem i importerem, kredytodawcą lub pożyczkodawcą, organizatorem procesów gospodarczych, zarządcą, dysponentem i właścicielem przedsiębiorstw. Historycznie etatyzm jest przeciwieństwem anarchizmu, dziś jednak rozumiany jest raczej jako alternatywa dla wolnorynkowej gospodarki kapitalistycznej.
W szerszym znaczeniu często utożsamiany z interwencjonizmem państwowym. Ten pogląd na kierunek polityki gospodarczej państwa uzyskał duże poparcie w oczach wielu ekonomistów w czasach wielkiego kryzysu gospodarczego (1929–1935). Przedstawicielem nowego etatyzmu (ang. statism) jest John Maynard Keynes, a głównymi oponentami ekonomiści z austriackiej szkoły ekonomii, między innymi Ludwig von Mises.
Przykładem państwa realizującego politykę etatyzmu była II RP za rządów sanacji czy Japonia od zakończenia II wojny światowej do połowy lat 70.